# Julia Morgan
Julia Morgan (San Francisco, California, 20 de enero de 1872 - San Francisco, 2 de febrero de 1957) fue una arquitecta estadounidense. Fue la primera mujer admitida en la Escuela de Bellas Artes de París y en 1902 se tituló en arquitectura. Fue la primera arquitecta de California. Su obra fue prolífica, en 50 años de carrera diseñó más de 700 edificios, iglesias, hospitales, museos, hoteles, edificios comerciales, centros comunitarios, escuelas, edificios universitarios, clubes, un zoo privado, varios edificios de la YWCA y numerosas residencias privadas.
 Al menos un tercio de sus construcciones fueron un encargo de las organizaciones de mujeres y feministas que realizaron una importante labor de apoyo a la educación femenina, reflejo del nuevo papel que la mujer ya reivindicaba a principios del siglo XX. En diciembre de 2014 recibió a título póstumo la medalla de oro del AIA (Instituto Americano de Arquitectos), la más importante que puede recibir un arquitecto en Estados Unidos, la primera vez que se entregó a una mujer.

## Biografía
Nació en San Francisco en 1872 en una influyente familia. Sus padres fueron Charles Bill Morgan, que perteneció a una familia de militares, políticos y empresarios de la Costa Oeste de los Estados Unidos y Eliza Woodland Parmelee, hija del millonario hombre de negocios Albert O. Parmelee, comerciante de algodón. Se casaron en Brooklyn, Nueva York, y su familia se estableció primero en la Bahía de San Francisco y posteriormente, cuando Julia tenía dos años en Oakland. Fue la segunda de cinco hermanos. Tenía tres hermanos varones Parmelee (1870–1918), Avery (1876–1944) y Gardner Bulkey "Sam" (1880–1913) con quien tenía especial relación, y una hermana, Emma (1874-1965). Charles Morgan tuvo poco éxito en sus proyectos por lo que dependían económicamente de la familia de Eliza.
En 1878, Eliza llevó a sus hijos a vivir cerca de su familia a Nueva York durante un año, mientras Charles trabajaba en San Francisco. En Nueva York, Julia contactó con su prima Lucy Thornton casada con el prestigioso arquitecto Pierre LeBrun que junto a su padre Napoleon LeBrun (Napoleon LeBrun & Sons) diseñó el rascacielos Metropolitan Life Tower. Cuando Julia regresó a Oakland continuó en contacto con LeBrun quien la animó a estudiar una carrera universitaria.
En julio de 1880 murió su abuelo materno y su abuela se mudó a la casa de Oakland llevando con ella la riqueza familiar, una situación que reforzó en Julia la percepción del papel de las mujeres independientes y autónomas capaces de gestionar su economía y su vida. Cuando sus padres intentaron casarla, Julia argumentó que antes debía terminar su carrera. Sus padres la apoyaron. Nunca se casó y se dedicó a su profesión durante toda su vida.

### Formación en Berkeley
Realizó los estudios primarios en la Oakland High School, se graduó en 1890 y se matriculó en la Universidad de Berkeley para estudiar ingeniería civil, en parte según la historiadora Sara Holmes porque no existían escuelas de arquitectura en la Costa Oeste, donde fue la única mujer de la clase. Allí conectó con las redes de mujeres. Con otras compañeras organizó una sección de la Young Women’s Christian Association (YWCA), crearon equipos deportivos y lucharon con éxito para el acceso al gimnasio. También se inició en la hermandad de mujeres Kappa Alpha Theta, un exclusivo grupo creado en 1870 para apoyar a las que empezaban a acceder a las universidades.
En las reuniones organizadas por la hermandad podría haber conocido a la rica filántropa feminista Phoebe Apperson Hearst, viuda del senador George Hearst y mecenas de la Universidad de Berkeley, que más tarde se convirtió en una de sus clientas más importantes junto a su hijo el magnate de la prensa William Randolph Hearst. La hermandad de mujeres también construyó la residencia donde vivía Julia Morgan en su época de estudiante a diferencia de la mayoría de mujeres universitarias que vivían con su familia y tenían que dividir su atención entre los asuntos familiares y el trabajo académico.
En los últimos años de universidad tuvo como profesor al arquitecto Bernard Maybeck a quien Morgan admiraba por el respeto al entorno y al medio ambiente de sus proyectos. Fue su mentor en Berkeley y le animó a continuar sus estudios en la Escuela de Bellas Artes de París, la escuela de arquitectura más prestigiosa del mundo. Se graduó en 1894 convirtiéndose en una de las primeras mujeres graduadas en ingeniería en la Universidad de Berkeley. Durante dos años estuvo trabajando con Maybeck.

### Escuela de Bellas Artes de París
En 1896 viajó a París para estudiar en la Escuela de Bellas Artes pero fue denegada su matrícula porque no aceptaba a mujeres. Gracias al esfuerzo y activismo de la unión de mujeres artistas francesas se logró que se las admitieran en los cursos de verano de 1896 pero los estudios oficiales continuaron vetados para ellas hasta un año después, 1897 cuando finalmente fueron autorizadas a realizar los exámenes de ingreso. Morgan fue suspendida en dos ocasiones pero tras dos años de estudios y tutorizada por el arquitecto François-Benjamin Chaussemiche que conoció en 1898 y que fue su mentor, aprobó finalmente el examen.
Morgan recibió formación de arquitectura y descubrió su conciencia feminista por los constantes desafíos a los que estuvo obligada a superar para introducirse en una profesión dominada por hombres. Terminó sus estudios en 1902 y se convirtió en la primera mujer con estudios oficiales de arquitectura de la Escuela de Bellas Artes de París.
Durante los 6 años de su estancia en París viajó por Europa en su tiempo libre y estudió muchos de los principales edificios de la arquitectura occidental llenando varios cuadernos de dibujo con acuarelas y dibujos lineales. Durante su etapa de estudiante ganó 3 medallas en matemáticas, arquitectura y diseño y 26 menciones por la calidad de sus trabajos y avanzó los cursos en la mitad de tiempo que el resto de estudiantes logrando el certificado en 1902 antes de su 30 cumpleaños según establecía la norma de la Escuela.
Mientras estudiaba en París colaboró en el taller de Marcel Pérouse de Monclos (1896 - 1898) y el taller de François-Benjamin Chaussemiche (1898 - 1902).

## Trayectoria profesional

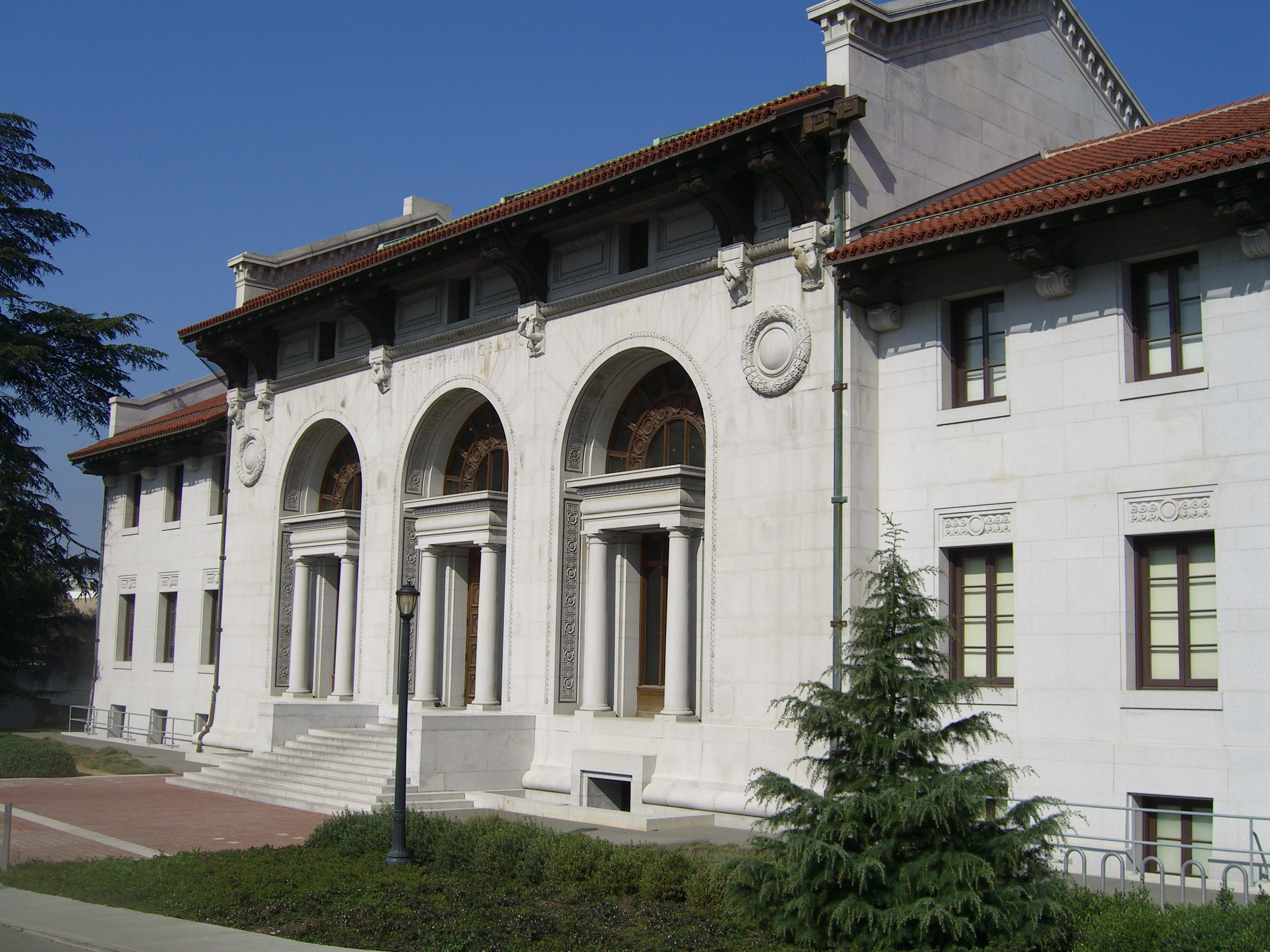
Edificio Mining iniciado en 1902 en memoria de George Hearst

En el mismo año en que se diplomó, 1902, regresó a California donde no le faltó trabajo precedida por la fama que adquirió a través de la prensa de París, Londres y Estados Unidos, especialmente en la Bahía de San Francisco, que siguió su trayectoria.
En un principio se incorporó al estudio de John Galen Howard en cuyo estudio trabajó dos años en el diseño de varios edificios del nuevo campus de la Universidad de Berkeley financiado por Phoebe Apperson Hearst. Entre sus trabajos de esta primera época están el Edificio Hearst Memorial Mining (1902), el Teatro Griego del que fue prácticamente la única responsable y el diseño preliminar de la Sather Gate, la puerta sur de la universidad.
En el año 1904 obtuvo la licencia como arquitecta en el Estado de California, fue la primera mujer en lograrlo y abrió el primer estudio propio en San Francisco. Entre sus primeros trabajos está la remodelación de la Hacienda del Pozo de Verona en Pleasanton propiedad de Phoebe Hearst y el campanario del Mills College en Oakland (1903), primer encargo de las organizaciones de mujeres para las que construyó más de un centenar de edificios.
El campanario resistió el terremoto de San Francisco de 1906 y ayudó a que Morgan recibió el encargo de reconstruir el Hotel Fairmont diseñado por los Hermanos Reid, seriamente dañado. Fue su primer proyecto de envergadura y en él incursionó en el estilo arquitectónico del Beaux Arts. Supervisó los trabajos junto a sus propietarios Herbert y Hartland Law y se reinauguró en el primer aniversario del terremoto (1907).
El terremoto también destruyó el edificio donde estaba su oficina. En 1907 se trasladó al edificio Merchants Exchange Building en el 465 de la calle California y se asoció con la también arquitecta Ira Wilson Hoover pero en 1910 Hoover se fue de California para regresar al este y Julia Morgan empezó a firmar sus proyectos en solitario.

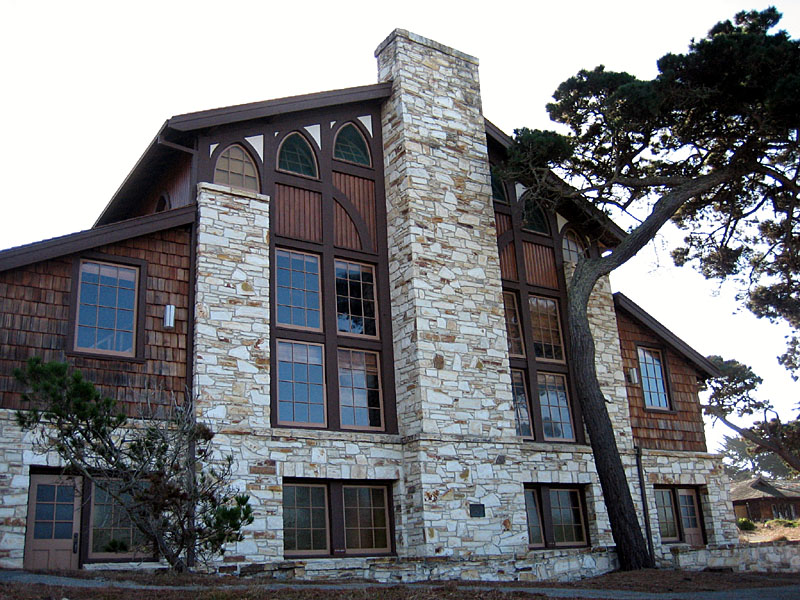
Merrill Hall (1928).

Morgan diseñó alrededor de 700 edificios en sus 50 años de carrera, muchos de los cuales eran casas de Arte y Oficios, particularmente en Berkeley, Oakland y Piedmont. Tenía especial prestigio entre las mujeres y le encargaron numerosos proyectos de clubes femeninos, escuelas y universidades además de residencias particulares. En 1912 diseñó la primera sede de la asociación feminista YWCA en Oakland. Al año siguiente Morgan trabajó en el primero de los 13 edificios en estilo Arts & Crafts, precursor del modernismo para Asilomar, el retiro frente al mar de la YWCA cerca de Monterrey que todavía se mantiene en la actualidad como parque estatal y centro de conferencias. Morgan diseñó 28 edificios para la YWCA en California, Hawái y Utah incluido el interior de la YWCA para la Exposición Universal de San Francisco de 1915. En 1917 junto a Fay Kellogg y Katharine Cotheal Budd diseñan las Hostess Houses, un conjunto de 96 casas repartidas en las bases militares de Estados Unidos.

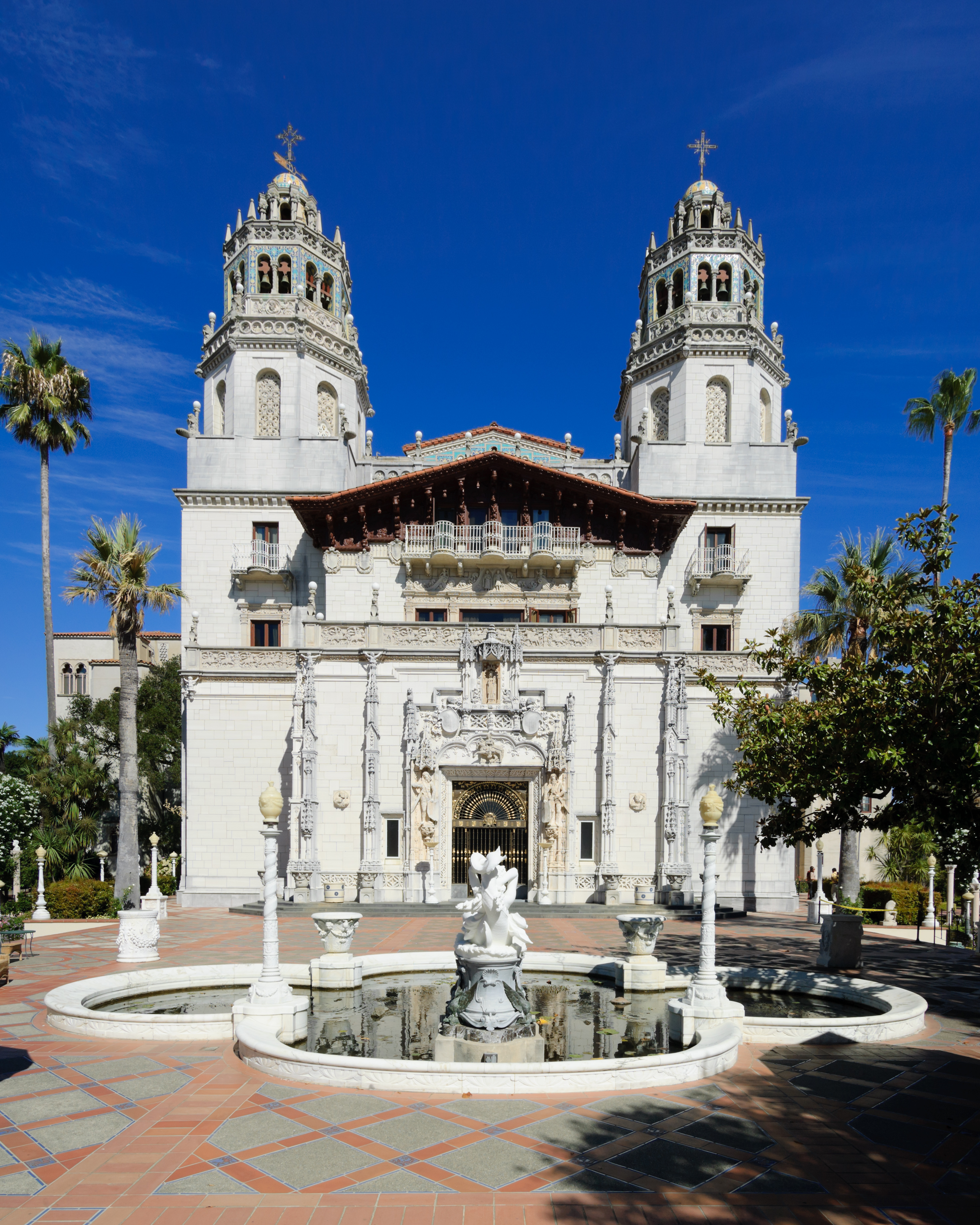
La Casa Grande del Castillo Hearst (1919-1947)

### Arquitecta de Randolph Hearst
En la obra de Morgan resultó clave también su relación con el magnate de la prensa William Randolph Hearst. En 1910 la contrató para diseñar una residencia en Sausalito, que nunca fue construida. En 1915 diseñó utilizando el Estilo Misión el edificio del periódico Los Angeles Herald-Examiner buque insignia de Hearst y quedó tan encantado del resultado que la contrató en 1919 para diseñar lo que ha sido una de sus obras más emblemáticas y costosas, el edificio principal y las zonas de invitados del Castillo Hearst. En los siguientes 28 años supervisó casi todos los aspectos de la construcción en el incluyendo la compra de todo, desde antigüedades españolas al musgo de Islandia o los renos de zoológico del Castillo.
Morgan diseñó personalmente la mayor parte de las estructuras, jardines, piscinas, refugios de animales y el campamento de los trabajadores hasta el más mínimo detalle y la llamada Casa Grande, el edificio principal. Además trabajó estrechamente con Hearst para integrar su amplia colección de arte en las estructuras y terrenos en San Simeon.
También diseñó proyectos para otras propiedades de Hearst en Jolon, Wyntoon, Babicora, el “Hopi” residencia en el Gran Cañón, el Phoebe Apperson Hearst Memorial Gymnasium en Berkeley, varias de sus residencias de Beverly Hills y la casa de la playa Marion Davies en Santa Mónica. A finales de la década de 1930 con los problemas financieros de Hearst se desaceleró el ritmo de su trabajo. En 1947, después de Hearst abandonara el castillo por última vez a causa de su enfermedad, el trabajo de Julia Morgan en San Simeón acabó aunque el castillo nunca quedó totalmente terminado.
Cerró su oficina en 1951 cuando tenía 79 años. Murió seis años después en San Francisco, el 2 de febrero de 1957. Está enterrada en el Cementerio Mountain View de Piedmont.

## Relación con las organizaciones de mujeres
Del 1900 a 1930 muchas organizaciones de mujeres en California y en otros lugares construyeron nuevos edificios para servir a sus causas. Julia Morgan fue una de las arquitectas que más edificios construyó -casi un centenar- para estas organizaciones que tenían entre sus objetivos la lucha por el derecho al voto además de la defensa de la educación pública para niños y niñas, la educación superior para las mujeres y su capacitación laboral además de abordar cuestiones como la protección de la infancia y la delincuencia juvenil, la salud y el saneamiento, el ecologismo, el espacio público y urbano,el desarrollo y la reforma laboral. Conseguir dinero para la construcción de edificios requería largas e intensas campañas en la calle y en la prensa que las organizaciones de mujeres aprovechaban para salir al espacio público y explicar sus contribuciones y sus proyectos.
La arquitecta Julia Morgan, según los historiadores de la época era el símbolo de la nueva mujer con un alto nivel de educación, independiente y triunfadora en una profesión tradicionalmente masculina. Su primer proyecto para las organizaciones fue en el Mills College en 1903 donde fue arquitecta extraoficial durante 20 años. Durante ese tiempo diseñó docenas de clubs culturales, sociales y cívicos para mujeres, edificios residenciales, académicos y sociales para escuelas y universidades de mujeres, escuelas primarias, orfanatos, hospitales, residencias de enfermeras, además de al menos 17 edificios para la YWCA, una de las organizaciones más influyente de mujeres en Estados Unidos. Uno de sus últimos encargos fue el Berkeley Women’s City Club. Construido en 1929, fue uno de los edificios más complejos que Julia Morgan diseñó para el movimiento de mujeres de California. Con su altura y el estilo gótico mediterráneo con el que fue construido, el edificio de hormigón armado emanaba fuerza y poder. Se utilizaba como espacio residencial, social, recreativo, cultural y comercial dando fe de la influencia de las mujeres en la configuración del paisaje urbano de la época.
Quienes han estudiado su obra y su biografía como Karen McNeill destacan su activismo que le llevó en varias ocasiones a perder dinero en numerosos encargos que recibía de estas organizaciones y que a pesar de ello asumía.

## Estilo

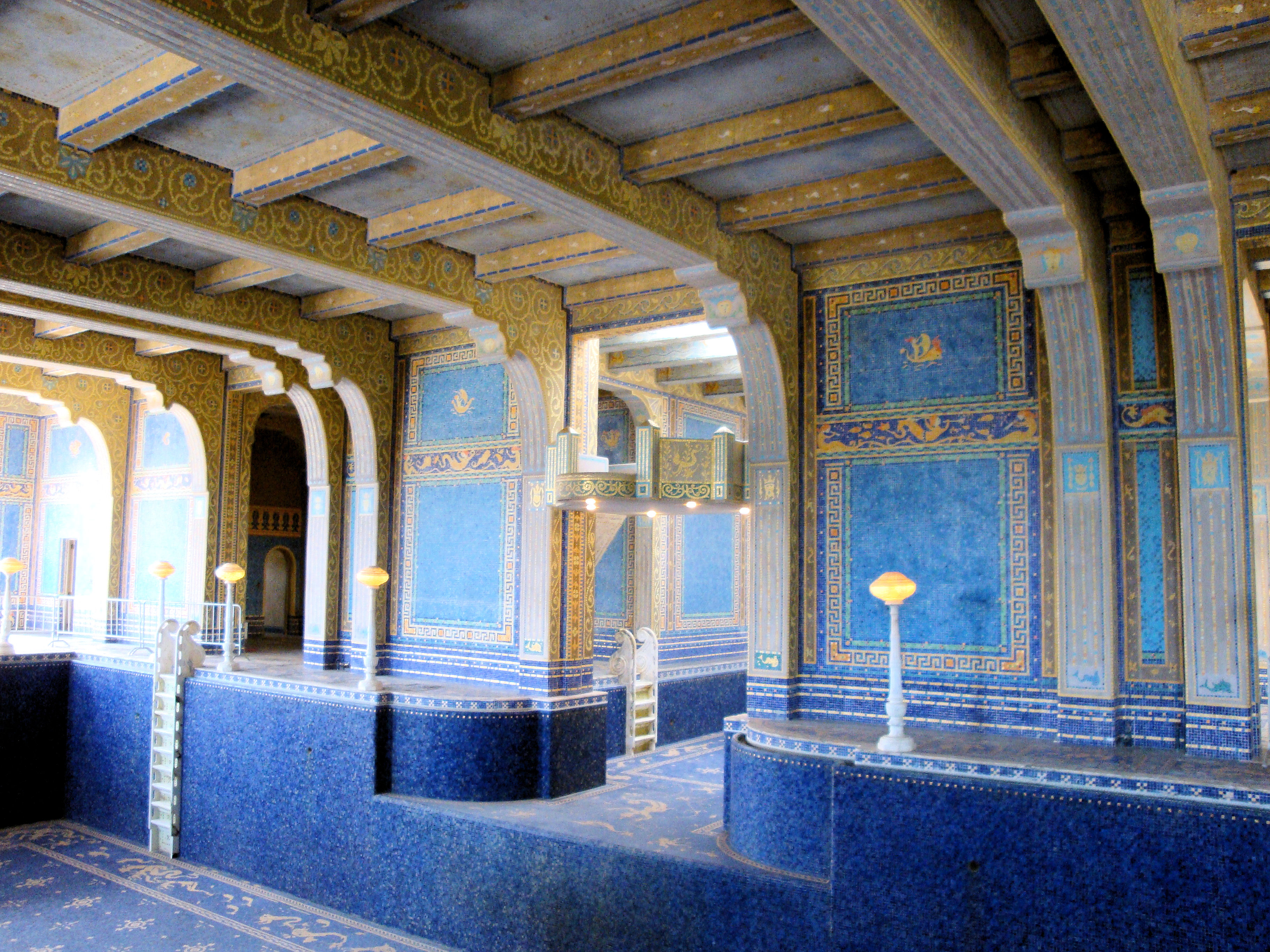
Piscina interior en el Castillo Hearst (1919-1947)

Los proyectos de Morgan eran muy variados en estilo y materiales. Su trabajo inicial está influenciado por el Arts & Crafts, un movimiento artístico desarrollado en Inglaterra entre 1880 y 1910 considerado precursor del Modernismo.
Utilizando su formación en Beaux-Arts empezaba con planos lógicos y después añadía las fachadas exteriores y ornamento. Los estilos Neorrenacimiento, Tudor, Colonial Español, Mediterráneo e Islámico formaban parte de su vocabulario arquitectónico habitual integrados o superpuestos a elementos Craftsman.
La diversidad en su obra suele atribuirse tanto a una especial disposición para escuchar los deseos de sus clientes como a su flexibilidad como arquitecta. Su popularidad se atribuye a su reputación como artesana meticulosa y a su capacidad para amoldar
sus proyectos a las necesidades emocionales y de presupuesto de sus clientes.